# William Barksdale

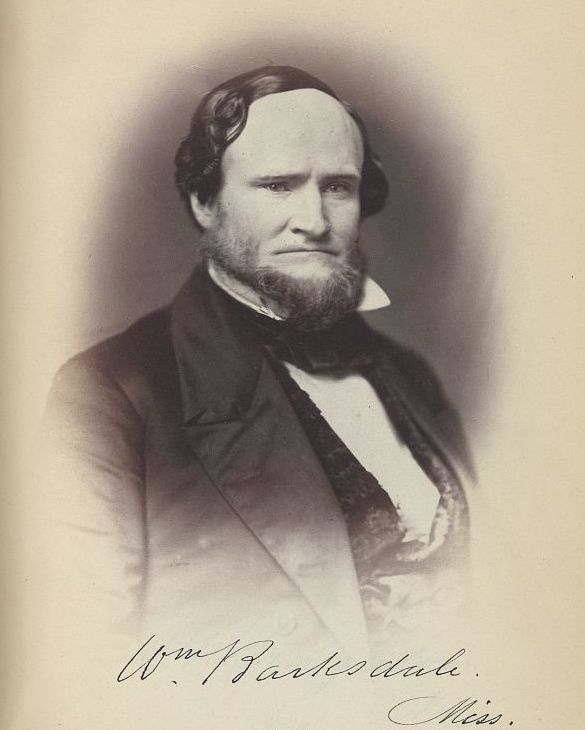
William Barksdale

William Barksdale (21 de agosto de 1821; 3 de julio de 1863) fue un abogado, editor de periódico, congresista de los Estados Unidos y general confederado durante la Guerra Civil Americana. Secesionista incondicional, fue mortalmente herido en el transcurso de la batalla de Gettysburg mientras dirigía el ataque de su brigada contra las fuerzas de la Unión no lejos de Cemetery Ridge.

## Biografía
William Barksdale nació en Smyrna (Tennessee), hijo de William Barksdale y Nancy Hervey Lester. Era el hermano mayor de Ethelbert Barksdale, que fue miembro tanto del Congreso de los Estados Unidos como del Congreso de los Estados Confederados durante la Guerra Civil.
Barksdale se graduó en la Universidad de Nashville y trabajó como abogado en Misisipi desde los 21 años, pero abandonó su práctica para convertirse en el editor del Columbus Mississippi Democrat, un periódico pro esclavista. Se alistó en el 2º Regimiento de Infantería de Misisipi y sirvió en la Guerra Mexicano-Americana como capitán e intendente, pero a menudo también participó en la lucha de infantería. 
Tras la guerra, Barksdale entró en el Congreso de los Estados Unidos y obtuvo relevancia nacional como demócrata defensor de los derechos de los Estados, sirviendo desde el 4 de marzo de 1853 hasta el 12 de enero de 1861. Fue considerado como uno de los más feroces de los «Fire-Eaters» en la Cámara. Barksdale se encontraba supuestamente junto al congresista Preston S. Brooks cuando este atacó con un bastón al senador abolicionista de Massachusetts Charles Sumner en la cámara del Senado, golpeándole repetidamente en la cabeza hasta casi matarlo.

## La Guerra Civil
Cuando el Estado de Misisipi se secesionó de la Unión justo antes del comienzo de la Guerra Civil, Barksdale dimitió de su puesto en el Congreso de los Estados Unidos para ocupar el cargo de general adjunto, y después de intendente general, de la milicia de Misisipi, con el rango de general de brigada. En mayo de 1861, Barksdale fue nombrado coronel del 13º Regimiento de Infantería de Misisipi del Ejército de los Estados Confederados, un regimiento que dirigió en la Primera batalla de Bull Run ese mismo verano. La primavera siguiente, llevó a regimiento a la Península de Virginia y luchó en la Campaña de la Península y en la batalla de los Siete Días. Cuando su comandante de brigada, el general Richard Griffin, fue mortalmente herido en la batalla de Savage's Station el 29 de junio de 1862, Barksdale asumió el mando de la brigada y la dirigió en una heroica, pero sangrienta y fútil, carga en la batalla de Malvern Hill. La brigada fue conocida a partir de entonces como «la brigada de Misisipi de Barksdale». Barksdale fue ascendido a general de brigada el 12 de agosto de 1862.
Durante la campaña del Norte de Virginia, la brigada de Barksdale estaba destinada en Harpers Ferry (Virginia Occidental), y por ello no participó en la Segunda batalla de Bull Run. Durante la campaña de Maryland, su brigada fue asignada a la división del general Lafayette McLaws en el Primer Cuerpo del Ejército del Norte de Virginia del teniente general James Longstreet. Fue una de las brigadas que atacó Maryland Heights, que condujo a la rendición de la guarnición federal en la batalla de Harpers Ferry. En la batalla de Antietam, que se libró acto seguido, la división de McLaws defendió su posición en West Woods contra el asalto de la división del general John Sedgwick, salvando el flanco izquierdo de las líneas confederadas. En la batalla de Fredericksburg, la brigada de Barksdale defendió los muelles de la ciudad de las fuerzas de la Unión que intentaban cruzar el río Rappahannock, disparando después a la infantería y a las fuerzas de ingenieros federales desde los edificios que habían sido reducidos a escombros por la artillería de la Unión.

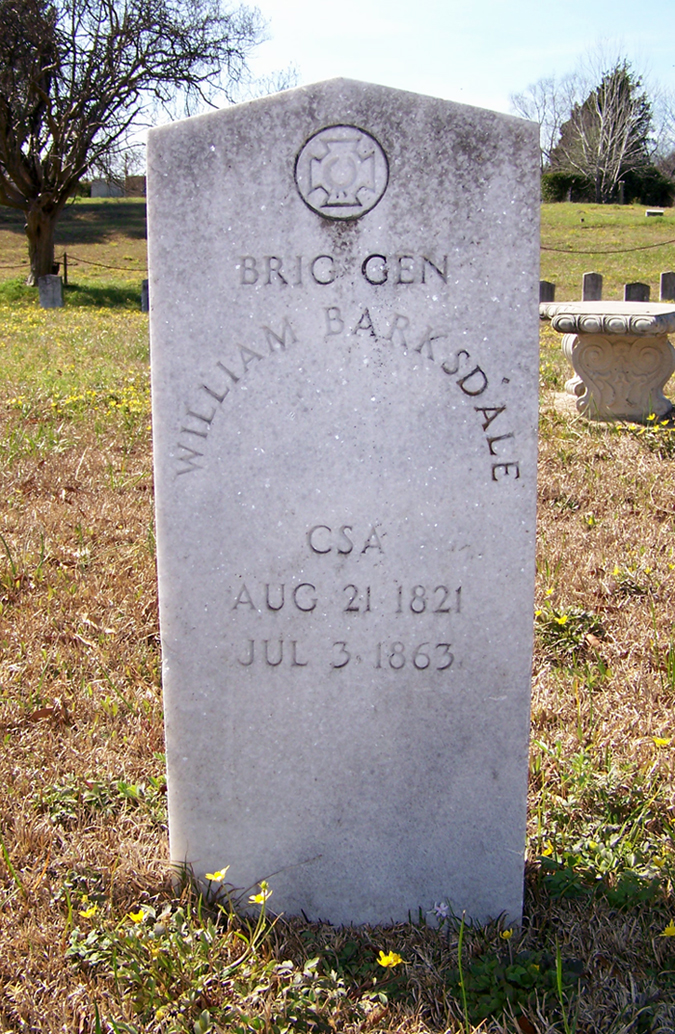
La lápida del General Barksdale en el cementerio Greenwood, Jackson (Misisipi).

La brigada de Barksdale fue una de las pocas unidades del Primer Cuerpo de James Longstreet que combatió en la batalla de Chancellorsville en mayo de 1863; la mayor parte del cuerpo había sido separado del grueso del Ejército del norte de Virginia para servir en Suffolk (Virginia). Una vez más, la brigada de Barksdale defendió las alturas que dominan Fredericksburg, esta vez contra Sedgwick, cuyo VI Cuerpo era más de diez veces mayor que su brigada. El asalto de Sedgwick tuvo éxito y Barksdale se retiró tras haber retrasado a las fuerzas de la Unión, pero fue capaz de reagrupar su brigada y, al siguiente día, recuperar las posiciones que había perdido.
En la batalla de Gettysburg, la brigada de Barksdale llegó con la división de McLaws tras el primer día de batalla, el 1 de julio de 1863. El plan del general Robert E. Lee era que el cuerpo de Longstreet maniobrara para atacar hacia el noreste, por la carretera de Emmitsburg, para arrollar el flanco izquierdo de la Unión. El sector del ataque de Barksdale lo situó justo en la punta del saliente de la línea de la Unión en Peach Orchard, defendido por el III Cuerpo. Sobre las 5:30 p. m., la brigada de Barksdale salió de los bosques y comenzó un asalto irresistible, que ha sido descrito como una de las más impresionantes escenas de la Guerra Civil. Según testimonio de un coronel de la Unión, «fue la más grande carga que jamás haya realizado un hombre mortal.» Aunque ordenó a sus comandantes subordinados ir a pie durante la carga, Barksdale avanzó montado en su caballo «al frente, encabezando la marcha, con el sombrero en la mano, su rala cabellera al viento de tal forma que recordaba al blanco penacho de Navarre.»
Los confederados aplastaron a la brigada que ocupaba la línea en Peach Orchard, e hirieron y capturaron al comandante mismo de la brigada. Algunos de los regimientos de Barksdale giraron hacia el norte y obligaron a retirarse a la división del general Andrew A. Humphreys hasta tan lejos como Cemetery Ridge. Otros de sus regimientos siguieron hacia adelante. Cuando sus hombres habían avanzado ya una milla desde el inicio del asalto, hasta Plum Run, recibieron el contraataque de una brigada federal bajo el mando del coronel George L. Willard. Barksdale resultó herido en la rodilla izquierda, a continuación recibió el impacto de un cañonazo en su pie izquierdo, y, finalmente, fue alcanzado por una bala en el pecho, que le hizo caer del caballo. Barksdale le dijo a su ayudante, W.R. Boyd: «¡Estoy muerto! Dígales a mi esposa e hijos que morí combatiendo en mi puesto». Sus tropas se vieron forzadas a dejarlo en el campo de batalla y murió a la mañana siguiente en un hospital de campaña de la Unión, en la granja de Joseph Hummelbaugh.
Barksdale está enterrado en el cementerio Greenwood de Jackson (Misisipi).

## En los medios
Barksdale es interpretado por su descendiente Lester Kinsolving en las películas Gettysburg y su protosecuela Dioses y Generales.